# Rauenfels (Schiff, 1928)
Die zweite Rauenfels der Deutschen Dampfschiffahrtsgesellschaft Hansa (DDG Hansa) war eines von vier Schwesterschiffen der Reederei für den Vorderindiendienst, die 1928 in Dienst kamen.
Zu Beginn des Zweiten Weltkriegs befand sich das Schiff in der Heimat. 1940 wurde die Rauenfels als Transporter für das Unternehmen Weserübung eingesetzt. Sie gehörte zur „Ausfuhrstaffel“ und sollte schwere Ausrüstungsteile und Versorgungsgüter den für die Eroberung von Narvik eingesetzten Truppen bringen und den Hafen möglichst früh nach der Besetzung erreichen. Das allein fahrende Schiff lief am 10. April 1940 im Ofotfjord vor Narvik in die vom ersten Angriff auf Narvik ablaufenden britischen Zerstörer. Die Besatzung versuchte, ihr Schiff auf Grund zu setzen, aber es wurde von der Havock beschossen und durch einen Treffer in die Munitionsladung zerrissen.

## Geschichte des Schiffes
Die Rauenfels lief am 3. Januar 1928 als erstes von vier Schwesterschiffen beim Bremer Vulkan vom Stapel und wurde am 29. Februar 1928 an die DDG Hansa abgeliefert. Zuvor hatte die Werft schon das Schwesterschiff Wachtfels  von der inzwischen zur Deschimag gehörenden Tecklenborgwerft in Geestemünde erhalten, die auch die beiden weiteren Schwesterschiffe Lindenfels und Treuenfels im April und Juni 1928 lieferte (BauNr. 424–426). Sie waren die größten Neubauten der Reederei seit dem Kriegsende und der Beginn eines Neubauprogramms der DDG Hansa

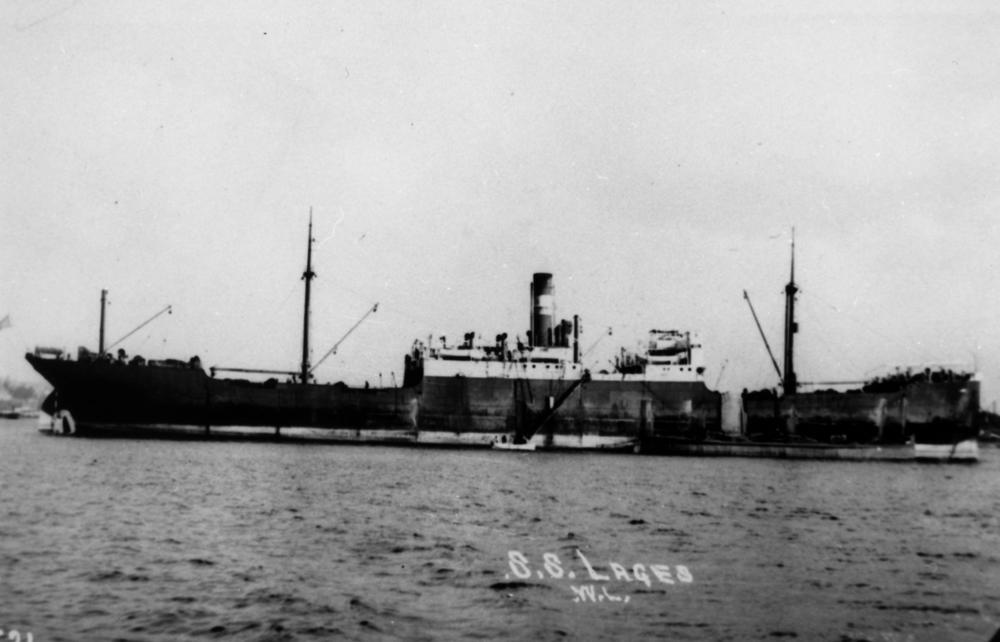
Die erste Rauenfels

Bei der Namensgebung wurde an Vorkriegsschiffe erinnert. Die erste Rauenfels (5472 BRT) hatte Swan, Hunter & Wigham Richardson Ltd. 1907 an die DDG Hansa geliefert. 1914 hatte sie im neutralen Brasilien Zuflucht gesucht und war dann 1917 beschlagnahmt worden. Als Lajes war sie (bis zur Versenkung durch ein deutsches U-Boot) unter brasilianischer Flagge bis 1942 im Dienst.
Die Rauenfels war 155,52 m lang und 18,97 m breit. Vermessen war das Schiff mit 8460 BRT und 5207 NRT bei einer Tragfähigkeit von 12.300 tdw. Die Schiffe der Serie hatten zwei Masten, einen weit hinter der Brücke stehenden Schornstein, ein rundes Heck und einen ziemlich geraden Bug. das Ladegeschirr bestand aus einem 30 t- und achtzehn 5 t-Ladebäumen. Der Antrieb erfolgte über eine Dreifach-Expansionsmaschine und eine angeschlossene Bauer-Wach Abdampfturbine. Insgesamt standen 5100 PSi zur Verfügung, die der Rauenfels eine Dienstgeschwindigkeit von 13,5 Knoten ermöglichten. Die Besatzung des Schiffes bestand im Dienst der DDG Hansa aus 37 Europäern und 46 Indern. An Bord war Platz für 8 Passagiere.
Die Rauenfels wurde mit ihren Schwesterschiffen im Fahrtgebiet der Reederei nach Indien und Burma eingesetzt.
Als die Rauenfels gegen Ende August 1939 nach Karatschi und Bombay auslief, wurde sie in Antwerpen gestoppt und kehrte noch vor dem Kriegsausbruch nach Bremen zurück.

### Kriegseinsatz
Im Herbst 1939 wurde das Schiff zum Erztransport auf der Ostsee genutzt.
Im März 1940 wurde die Rauenfels als Transporter für die Operation Weserübung, die deutsche Besetzung Norwegens, herangezogen. Sie wurde der „Ausfuhrstaffel“ zugeteilt, die das schwere Gerät der ersten Landungseinheiten transportieren sollte. In den ersten Stunden des 3. April verließ sie mit den beiden anderen für Narvik vorgesehenen Transportern Bärenfels und Alster sowie dem Tanker Kattegat Brunsbüttel, um bis zum 9. April Narvik zu erreichen. Dort sollte auch noch das als Tanker eingesetzte Walfang-Mutterschiff Jan Wellem aus der sogenannten Basis Nord bei Murmansk eintreffen, die schließlich als einziger deutscher Versorger das Ziel schon vor der eigentlichen Invasion erreichte.
Die Ladung der Rauenfels bestand aus drei 15-cm-Artilleriegeschützen, vier 10,5-cm-Flakgeschützen, zehn 20-mm-Flakgeschützen und weiterer Wehrmachtsausrüstung. Am 10. April erreichte das Schiff den Ofotfjord und lief durch den Westteil Richtung Narvik. Als die vom Angriff auf die deutschen Zerstörer in Narvik zurücklaufenden britischen Zerstörer ihr entgegen kamen, versuchte die Rauenfels, sich auf dem felsigen Strand in Sicherheit zu bringen. Die beschädigte Havock nahm den deutschen Transporter unter Feuer und erzielte schnell Treffer. Eine Explosion der Munition in Luke III zerriss das Schiff, wobei die Explosionswolke bis Narvik sichtbar war und dort die Hoffnung erzeugte, einer der beschädigten britischen Zerstörer sei explodiert.
Das Wrack lag außerhalb des von den Deutschen besetzten Bereiches, so dass die Norweger im April und Mai 1940 noch erhebliche Mengen Munition, ein 20-mm-Flakgeschütz sowie Gewehre, Autos, Motorräder und 300.000 Dosen Nahrungsmittel bergen konnten und für die alliierten Truppen in Nord-Norwegen nutzten.
1950 wurde ein Teil des Wracks vor Ort verschrottet, und 1978 sprengte die norwegische Marine die letzten Reste des Wracks.

### Schwesterschiffe
| Name           | Bauwerft                 | BRT tdw     | Stapellauf in Dienst | weiteres Schicksal |
| -------------- | ------------------------ | ----------- | -------------------- | --- |
| Wachtfels (2)  | Tecklenborg BauNr. 424   | 8467 11.960 | 5.01.1928 19.02.1928 | 1939 Bari, nach Triest verlegt, ab Oktober 1940 Marinetransporter, 6. August 1942 durch HMS Proteus nordwestlich von Milos versenkt, fünf Tote |
| Rauenfels (2)  | Bremer Vulkan BauNr. 645 | 8460 12.300 | 3.01.1928 29.02.1928 | in der Heimat, 1940 für das Unternehmen Weserübung in der „Ausfuhrstaffel“, am 10. April 1940 im Ofotfjord in die vom ersten Angriff auf Narvik ablaufenden britischen Zerstörer geraten, durch einen Treffer der Havock in die Munitionsladung zerrissen. |
| Lindenfels (3) | Tecklenborg BauNr. 425   | 8457 12.395 | 6.03.1928 21.04.1928 | 1935 Unfall auf dem Ganges, 1939 Sabang, 1940: Mangkalihat, Mai 1942 Minentreffer vor Südafrika, 1. August 1943 im Mocambique-Kanal von U 198 torpediert, am 4. August gesunken |
| Treuenfels (2) | Tecklenborg BauNr. 426   | 8457 12.395 | 19.04.1928 4.06.1928 | 1935 Bruch der Propellerwelle im Indischen Ozean, im August 1940 als Transporter A 22 (Antwerpen) für das Unternehmen „Seelöwe“ vorgesehen, 1947 an Großbritannien ausgeliefert: Empire Garry, dann Vergray, 1951 bis 1956 Elath unter israelischer Flagge, nach Japan: Shinano Maru, 1961 Umbau zum Fischerei-Fabrikmotorschiff (8.647 BRT, 5.700 PSe Diesel, 12,75 kn, August 1972 zum Abbruch nach Taiwan verkauft) |